# Watson (Arkansas)
Watson è una città degli Stati Uniti d'America situata nello Stato dell'Arkansas, nella Contea di Desha.